# Cirrothaumatia
Cirrothaumatia is een geslacht van vlinders van de familie bladrollers (Tortricidae).

## Soorten
- C. tornosema (Gates Clarke, 1968)
- C. vesta (Gates Clarke, 1968)